# Kameralamt Tübingen
Das Kameralamt Tübingen war eine Einrichtung des Königreichs Württemberg, die im Amtsbezirk Besitz und Einkommen des Staates verwaltete. Es bestand von 1806 bis 1922 in Tübingen. Das Kameralamt wurde im Rahmen der Neuordnung der Staatsfinanzverwaltung im Königreich Württemberg geschaffen.

## Geschichte

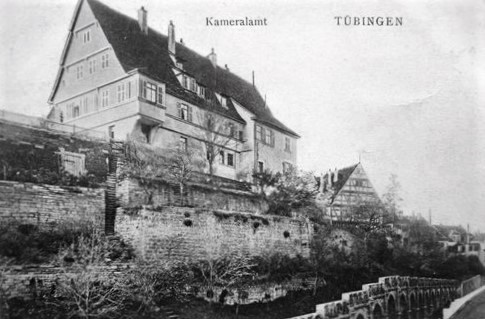
Ansichtskarte mit dem Kameralamt Tübingen (Schulberg 14)

Gemäß Verfügung vom 25. Mai 1839 wurde mit Wirkung vom 1. Juli 1839 das Kameralamt Lustnau aufgelöst und 18 Orte des Oberamtsbezirks Tübingen, die seither dem Kameralamt Lustnau zugehörten, dem Kameralamt Tübingen unterstellt. Zu gleicher Zeit trat das Kameralamt Tübingen die zum Oberamtsbezirk Rottenburg gehörigen Orte Bodelshausen, Mössingen, Öschingen, Ofterdingen und Talheim an das Kameralamt Rottenburg ab.
Im Zuge der weiteren Verringerung der Kameralämter erging am 6. März 1843 eine königliche Verfügung, wonach das Kameralamt Tübingen von dem nach Stuttgart verlegten Kameralamt Weil im Schönbuch den Ort Dettenhausen und vom Kameralamt Pfullingen den Ort Pliezhausen übernahm, dagegen die Ortschaft Altenrieth an das Kameralamt Neuffen abtrat. Das Kameralamt Tübingen umfasste nun den gesamten Oberamtsbezirk Tübingen und zusammen mit dem Kameralamt Reuthin auch noch das Oberamt Herrenberg.
Infolge der Verlegung des Kameralamts Reuthin nach Herrenberg trat das Kameralamt Tübingen laut Verfügung des Finanzministeriums vom 24. Januar 1895 die Orte Altingen, Breitenholz, Entringen, Kayh, Mönchberg, Oberndorf, Pfäffingen, Poltringen, Reusten und Unterjesingen an das Kameralamt Herrenberg ab. Nun deckte sich der Kameralbezirk Tübingen mit dem Oberamtsbezirk Tübingen.